# Tomoya Gotō
Tomoya Gotō (japanisch 後藤 智也, Gotō Tomoya; * 7. September 1996 in Tokio) ist ein japanischer Dartspieler.

## Karriere
Tomoya Gotō spielte bis 2019 vorwiegend nur Turniere im asiatischen Raum. Als japanischer Qualifikant nahm er an der PDC World Youth Championship 2018 und 2019 teil, schied jedoch beide Male in der Gruppenphase aus. Beim World Cup of Darts 2022 vertrat er zusammen mit Tōru Suzuki Japan. Das Duo unterlag gegen die Belgier Dimitri Van den Bergh und Kim Huybrechts mit 2:5. Im Folgejahr spielte Gotō mit Jun Matsuda beim World Cup of Darts für Japan. In der Gruppenphase unterlagen die beiden Japaner nach einem Auftaktsieg über Hongkong dem deutschen Duo Martin Schindler und Gabriel Clemens. Kurz darauf konnte Gotō im Juli 2023 auf der PDC Asian Tour sein erstes Turnier gewinnen, was ihm Anfang September erneut gelang. Durch seine Resultate qualifizierte er sich als Zweiter der PDC Asian Tour Order of Merit für die PDC World Darts Championship 2024. Zudem erreichte er bei der PDC Asian Championship 2023 das Achtelfinale. Auch nahm er an der PDC World Darts Championship 2025 teil. Hier schied er bereits in der ersten Runde gegen Mickey Mansell aus.

## Weltmeisterschaftsresultate

### PDC-Junioren
- 2018: Gruppenphase (5:3-Sieg gegen  Dylan Powell und 4:5-Niederlage gegen  Dawson Murschell)
- 2019: Gruppenphase (5:0-Sieg gegen  Tremaine Gallagher und 4:5-Niederlage gegen  Jarred Cole)

### PDC
- 2024: 2. Runde (1:3-Niederlage gegen  Ryan Searle)
- 2025: 1. Runde (1:3-Niederlage gegen  Mickey Mansell)[1]